# پ. رنچ
پ. رنچ (به انگلیسی: P Ranch) یک بافت تاریخی و مزرعه (محل) در ایالات متحده آمریکا است که در شهرستان هارنی، اورگن واقع شده‌است.